# Urne avec scène du banquet

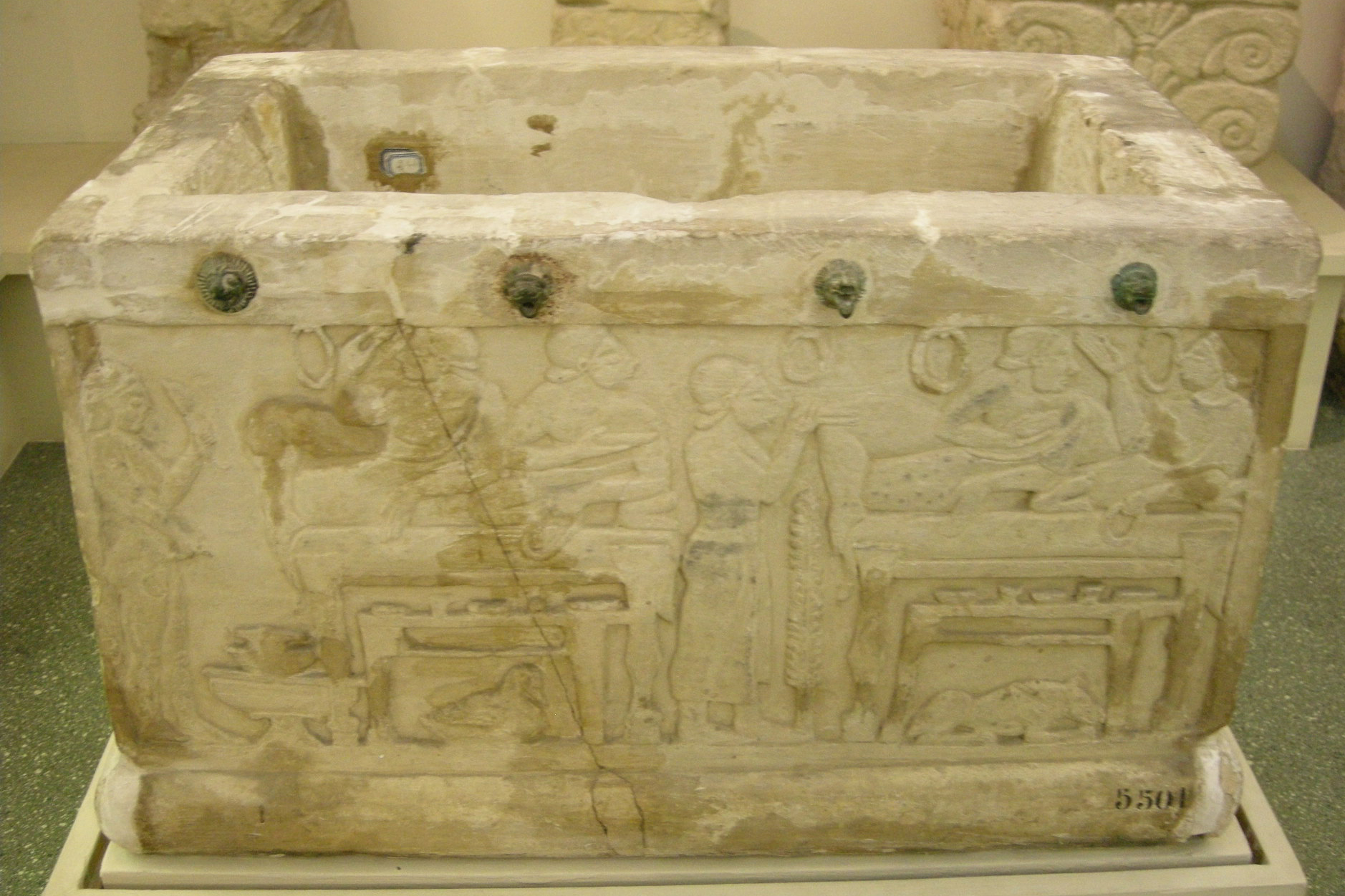
Face de la scène du banquet

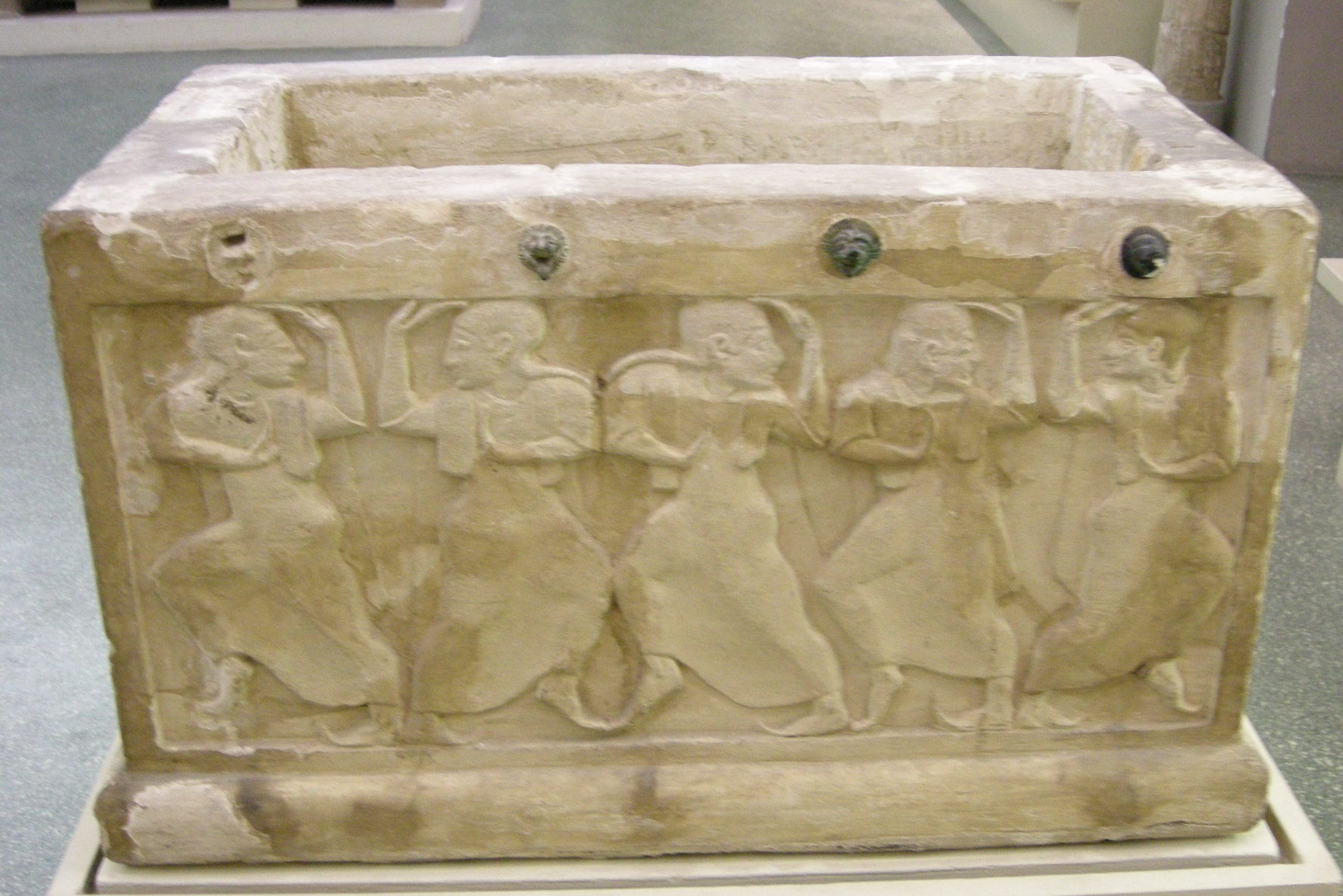
Face de la scène de la danse

L'urne avec scène du banquet (en italien, Urnetta con scena di banchetto) est une urne cinéraire étrusque conservée et exposée au Musée archéologique national (Florence). 

## Description
Haut de 30 cm le caisson, qui provient d'un site de Chiusi, présente sur ses grandes faces des bas-reliefs en pietra fetida datés de la dernière décennie du IVe siècle av. J.-C.
Les scènes représentées sont, d'un côté une scène de danse, de l'autre une scène plus détaillée qui donne son nom à l'œuvre, celle du banquet avec deux protagonistes allongés et accoudés (pose dite semisdraiata) sur un klinai assisté d'un esclave équipé d'un  simpulum et un auleta, entourés d'animaux domestiques (cane et oie).